# Placówka Straży Celnej „Krotoszyny”

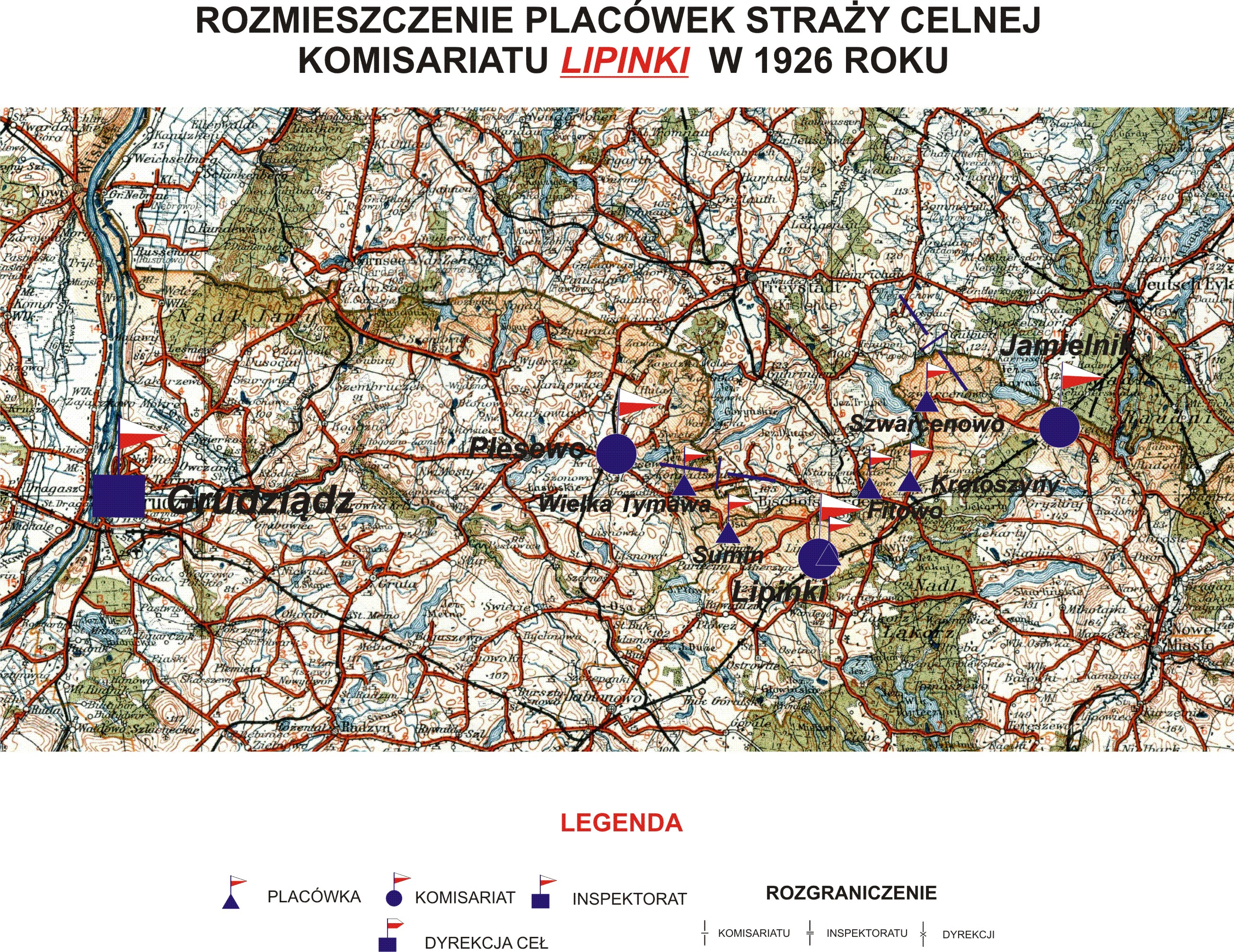
Rozmieszczenie placówek SC komisariatu "Lipinki" w 1926 r.

Placówka Straży Celnej „Krotoszyny” – jednostka organizacyjna Straży Celnej pełniąca w okresie międzywojennym służbę ochronną na granicy polsko-niemieckiej.

## Formowanie i zmiany organizacyjne
Na wniosek Ministerstwa Skarbu, uchwałą z 10 marca 1920 roku, powołano do życia Straż Celną. Od połowy 1921 roku jednostki Straży Celnej rozpoczęły przejmowanie odcinków granicy od pododdziałów Batalionów Celnych. Proces tworzenia Straży Celnej trwał do końca 1922 roku. Placówka Straży Celnej „Krotoszyny” weszła w podporządkowanie komisariatu Straży Celnej „Lipinki” z Inspektoratu SC „Grudziądz”.
W drugiej połowie 1927 roku przystąpiono do gruntownej reorganizacji Straży Celnej. W praktyce skutkowało to rozwiązaniem tej formacji granicznej. Ochronę północnej, zachodniej i południowej granicy państwa przejęła powołana z dniem 2 kwietnia 1928 roku Straż Graniczna.
Rozkazem nr 1 z 12 marca 1928 roku w sprawach organizacji Mazowieckiego Inspektoratu Okręgowego Naczelny Inspektor Straży Celnej gen. bryg. Stefan Pasławski określił strukturę organizacyjną komisariatu SG „Krotoszyny”. Placówka Straży Granicznej II linii „Krotoszyny” znalazła się w jego strukturze.

## Służba graniczna
Sąsiednie placówki
- placówka Straży Celnej „Szwarcenowo” ⇔ placówka Straży Celnej „Fitowo” – 1926[10]

## Funkcjonariusze placówki
Kierownicy placówki
| stopień          | imię i nazwisko, numer   | okres pełnienia służby | kolejne stanowisko |
| ---------------- | ------------------------ | ---------------------- | ------------------ |
| starszy strażnik | Józef Michałowski (1130) | był w 1926             |                    |

Obsada personalna placówki w 1926
- starszy strażnik Franciszek Sosiak (2480)
- strażnik Władysław Kurek (2465)
- strażnik Jan Jasiecki (2510)
- strażnik Paweł Turzka (3233)
- strażnik Józef Kowalski (96)